# Gjilan (gemeente)
Gjilan (Albanees: Gjilan; Servisch: Гњилане, Gnjilane) is een gemeente in Kosovo en de hoofdstad van het gelijknamige district Gjilan. De gemeente bestaat uit 63 dorpen. In 2008 had de gemeente een geschat inwonertal van 130.000 inwoners. De meerderheid van de inwoners zijn etnische Albanezen (116.000). Er leven tevens 11.800 Kosovo-Serviërs, 370 Roma en enkele honderden Kosovo-Turken.

## Geboren
- Xherdan Shaqiri (1991), Zwitsers voetballer
- Leonit Abazi (1993), Kosovaars voetballer